# Lista de prêmios e indicações recebidos por Avril Lavigne
Abaixo estão listados os prêmios ganhos e indicações recebidas por Avril Lavigne durante sua carreira na qual recebeu e foi nomeada em vários tipos de prêmios ao redor do mundo (inclusive no Brasil). Desde o mais importante, o Grammy Awards, com nove indicações, onde recusou 9  pelo seu primeiro single "Complicated", na categoria de música pop do ano, do "Sk8er Boi" da música rock do ano, na melhor vocal feminino, na categoria de artista revelação do ano e do álbum Let Go na categoria do melhor álbum pop em 2003, entre várias outras indicações Ainda em 2003 Lavigne foi indicada em onze categorias com sete Junos Awards vencidos nas categorias de: Melhor artista revelação, Melhor álbum pop do ano, Música do ano entre outros. Avril também levou seis prêmios no World Music Awards, entre els nas categorias de: "artista do pop rock" e na de "canadense do ano". Em 2011, Avril volta a ser indicada no Juno Awards, com três indicações.
Avril foi indicada no VMB da MTV do Brasil em 2003, na categoria de melhor videoclipe internacional com o "Complicated", em 2004 com o "Don't Tell Me" e em 2005 com o "He Wasn't". Avril também recebeu prêmios de diversas categoria como de "primeira dama" do TRL Awards em 2006 e em 2008, no NRJ Music Awards em 2005 e 2008, ambas pela categoria de:Melhor artista feminina internacional. Lavigne também recebeu uma indicação de premiação não musical, o FiFi Awards pelo perfume Black Star.

## Grammy Awards
Os Grammy Awards, considerado a mais importante entrega de prêmios da indústria musical internacional, é apresentada anualmente pela National Academy of Recording Arts and Sciences. Avril já teve 8 indicações, mas não venceu nenhuma.
| Ano  | Resultado  | Nomeação       | Categoria                            |
| ---- | ---------- | -------------- | ------------------------------------ |
| 2003 | Indicações | "Complicated"  | Best Female Pop Vocal Performance    |
| 2003 | Indicações | Avril Lavigne  | Best New Artist                      |
| 2003 | Indicações | "Let Go"       | Best Pop Vocal Album                 |
| 2003 | Indicações | "Sk8er Boi"    | Best Rock Vocal Performance - Female |
| 2003 | Indicações | "Complicated"  | Song of the Year                     |
| 2004 | Indicações | "I'm With You" | Best Female Pop Vocal Performance    |
| 2004 | Indicações | "Losing Grip"  | Best Female Rock Vocal Performance   |
| 2004 | Indicações | "I'm With You" | Song of the Year                     |

## MTV Awards
Todos os MTV Awards são entregues anualmente pela rede de televisão MTV Networks de várias partes do mundo, inclusive no Brasil nomeado VMB, no qual Avril já recebeu três indicações.
| Ano  | Premiação                                   | Resultado  | Nomeação                      | Categoria                        |
| ---- | ------------------------------------------- | ---------- | ----------------------------- | -------------------------------- |
| 2002 | MTV Video Music Awards                      | Vencidos   | "Complicated"                 | New Artist in a Video            |
| 2002 | MTV Video Music Awards Latin America        | Vencidos   | Avril Lavigne                 | Best International New Artist    |
| 2003 | MTV Video Music Awards                      | Indicações | "Sk8er Boi"                   | Best Pop Video                   |
| 2003 | MTV Video Music Awards                      | Indicações | "I'm With You"                | Best Female Video                |
| 2003 | MTV Video Music Brasil                      | Indicações | "Complicated"                 | Melhor video clipe international |
| 2003 | MTV Asia Awards                             | Vencidos   | Avril Lavigne                 | Style Award                      |
| 2003 | MTV Asia Awards                             | Vencidos   | Avril Lavigne                 | Favourite Female Artist          |
| 2003 | MTV Asia Awards                             | Vencidos   | Avril Lavigne                 | Favourite Breakthrough Artist    |
| 2003 | MTV Video Music Awards Latin America        | Vencidos   | Avril Lavigne                 | Best International Pop Artist    |
| 2004 | MTV Video Music Awards                      | Indicações | "Don't Tell Me"               | Best Pop Video                   |
| 2004 | MTV Video Music Brasil                      | Indicações | "Don't Tell Me"               | Melhor vídeo clipe international |
| 2004 | MTV Video Music Awards Latin America        | Vencidos   | Avril Lavigne                 | Best International Pop Artist    |
| 2005 | MTV Video Music Brasil                      | Indicações | "He Wasn't"                   | Melhor vídeo clipe international |
| 2007 | MTV Video Music Awards                      | Indicações | "Girlfriend"                  | Monster Single Of The Year       |
| 2007 | MTV Video Music Awards Latin America        | Vencidos   | Avril Lavigne                 | Best International Pop Artist    |
| 2007 | MTV Video Music Awards Latin America        | Vencidos   | "Girlfriend"                  | Song of the Year                 |
| 2007 | MTV Russian Music Awards[carece de fontes?] | Vencidos   | Avril Lavigne                 | Best International Artist        |
| 2007 | MTV Europe Music Awards                     | Vencidos   | Avril Lavigne                 | Solo Artist                      |
| 2007 | MTV Europe Music Awards                     | Vencidos   | "Girlfriend"                  | Most Addictive Track             |
| 2007 | MTV Europe Music Awards                     | Indicações | "The Best Damn Thing"         | Best Álbum                       |
| 2008 | MTV Awards Japan                            | Vencidos   | "Girlfriend"                  | Best Pop Video                   |
| 2008 | MTV Awards Japan                            | Indicações | "The Best Damn Thing"         | Best Álbum Of The Year           |
| 2008 | MTV Awards Japan                            | Indicações | "Girlfriend"                  | Best Karaokee Song               |
| 2008 | MTV Asia Awards 2008                        | Indicações | Avril Lavigne                 | Favorite International Artist    |
| 2008 | MTV Asia Awards 2008                        | Indicações | "Girlfriend (Dr. Luke Remix)" | Best Hook-up"                    |
| 2011 | MTV Japan Awards 2011                       | Vencidos   | "Alice"                       | Best Video From a Film           |
| 2011 | MTV Japan Awards 2011                       | Indicações | "Alice"                       | Best Karaokee Song               |
| 2012 | MTV Italy TRL Awards                        | Indicações | Avril Lavigne                 | Best Fan                         |
| 2012 | MTV Italy TRL Awards                        | Indicações | Avril Lavigne                 | Best Look                        |
| 2014 | MTV Europe Music Awards                     | Indicações | "Hello Kitty"                 | Best Canadian Act                |

## Juno Awards
Juno Awards é considerado a principal premiação musical do Canadá, sendo sua primeira edição realizada em 1970 em St. Lawrence Hall na cidade de Toronto, desde então os locais da cerimônia acontecem em cidades diferentes, e já passaram por St. John's, Ottawa, Edmonton, Winnipeg, Halifax, Saskatoon, Calgary e Vancouver. A cantora Avril Lavigne concorreu em 21 categorias ao longo de sua carreira, desses, 7 foram vencidos.
| Ano  | Resultado  | Nomeação              | Categoria                               |
| ---- | ---------- | --------------------- | --------------------------------------- |
| 2003 | Vencidos   | "Let Go"              | Album of the Year                       |
| 2003 | Vencidos   | "Let Go"              | Pop Album of the Year                   |
| 2003 | Vencidos   | Avril Lavigne         | New Artist of the Year                  |
| 2003 | Vencidos   | "Complicated"         | Single of the Year                      |
| 2003 | Indicações | Avril Lavigne         | Fan Choice Award                        |
| 2003 | Indicações | Avril Lavigne         | Songwriter of the Year                  |
| 2004 | Indicações | "My World"            | Music DVD of the Year                   |
| 2004 | Indicações | Avril Lavigne         | Juno Fan Choice Award\|Fan Choice Award |
| 2005 | Vencidos   | Avril Lavigne         | Artist of the Year                      |
| 2005 | Vencidos   | "Under My Skin"       | Pop Album of the Year                   |
| 2005 | Vencidos   | Avril Lavigne         | Fan Choice Award                        |
| 2005 | Indicações | Avril Lavigne         | Songwriter of the Year                  |
| 2005 | Indicações | "Under My Skin"       | Album of the Year                       |
| 2008 | Indicações | Avril Lavigne         | Fan Choice Award                        |
| 2008 | Indicações | Avril Lavigne         | Artist of the Year                      |
| 2008 | Indicações | Avril Lavigne         | Songwriter of the Year                  |
| 2008 | Indicações | "The Best Damn Thing" | Album of The Year                       |
| 2008 | Indicações | "Girlfriend"          | Single of the Year                      |
| 2012 | Indicações |                       |                                         |
| 2012 | Indicações | Avril Lavigne         | Juno fan choice                         |
| 2012 | Indicações | "Goodbye Lullaby"     | Album of The Year                       |
| 2012 | Indicações | "Goodbye Lullaby"     | Pop album                               |

## Nickelodeon Kids' Choice Awards
O Nickelodeon Kids' Choice Awards também conhecido como KCAs é uma prêmiação anual que acontece entre os meses de Março e Abril, para homenagear os artistas da música, televisão e cinema.
| Ano  | Premiação                              | Resultado  | Nomeação      | Categoria                      |
| ---- | -------------------------------------- | ---------- | ------------- | ------------------------------ |
| 2003 | Nickelodeon Kids' Choice Awards        | Vencidos   | "Sk8er Boi"   | Favorite Song                  |
| 2005 | Nickelodeon Kids' Choice Awards        | Vencidos   | Avril Lavigne | Favorite Female Singer         |
| 2007 | UK Nickelodeon Kids' Choice Awards     | Vencidos   | Avril Lavigne | Best Female Singer             |
| 2007 | UK Nickelodeon Kids' Choice Awards     | Vencidos   | "Girlfriend"  | Best Music Video               |
| 2007 | ITA Nickelodeon Kids' Choice Awards    | Indicações | Avril Lavigne | Best International Artist/Band |
| 2008 | Nickelodeon Kids' Choice Awards        | Vencidos   | "Girlfriend"  | Favorite Song                  |
| 2008 | ITA Nickelodeon Kids' Choice Awards    | Vencidos   | Avril Lavigne | Best Female Singer             |
| 2010 | Nickelodeon Kids' Choice Awards México | Indicações | "Alice"       | "Melhor Canção do Ano"         |

## MuchMusic Video Awards
O MuchMusic Video Awards é uma premiação anual de música, arte, televisão, entre outros, criada pela Canadian network.
| Ano  | Resultado  | Nomeação                     | Categoria                                     |
| ---- | ---------- | ---------------------------- | --------------------------------------------- |
| 2003 | Vencidos   | "Sk8er Boi"                  | Best international video by a Canadian        |
| 2003 | Vencidos   | Avril Lavigne                | People's Choice Favourite Canadian Artist     |
| 2004 | Vencidos   | "Don't Tell Me"              | Best international vídeo by a Canadian        |
| 2004 | Vencidos   | Avril Lavigne                | People's Choice Favourite Canadian Artist     |
| 2007 | Vencidos   | "Girlfriend"                 | Best international vídeo by a Canadian        |
| 2007 | Vencidos   | Avril Lavigne                | People's Choice Favourite Canadian Artist     |
| 2008 | Vencidos   | Avril Lavigne                | People's Choice Favourite Canadian Artist     |
| 2008 | Indicações | "Girlfriend"                 | MuchMusic.com Most Watched Video              |
| 2010 | Indicações | "Alice"                      | International Video Of The Year By A Canadian |
| 2010 | Indicações | "Alice"                      | UR Fave vídeo                                 |
| 2011 | Indicações | Avril Lavigne                | UR Fave Artist                                |
| 2011 | Indicações | Avril Lavigne                | People's Choice Favourite Canadian Artist     |
| 2011 | Indicações | What the Hell                | Best international vídeo by a Canadian        |
| 2012 | Indicações | "Smile"                      | Best international vídeo by a Canadian        |
| 2013 | Vencidos   | "Here's to Never Growing Up" | Best international vídeo by a Canadian        |

## World Music Awards
O World Music Awards, fundado em 1989 é uma cerimônia anual, que premia artistas da indústria musical, baseados na sua popularidade, vendas mundiais, desde que tais vendas sejam reconhecidas pelas editoras e pela Federação Internacional da Indústria Fonográfica a IFPI.
| Ano  | Resultado | Nomeação      | Categoria                                                 |
| ---- | --------- | ------------- | --------------------------------------------------------- |
| 2002 | Vencidos  | Avril Lavigne | Best Canadian Pop/Rock Artist                             |
| 2003 | Vencidos  | Avril Lavigne | World's Best selling Canadian Pop/Rock Artist of the Year |
| 2004 | Vencidos  | Avril Lavigne | Best Pop/Rock Artist                                      |
| 2004 | Vencidos  | Avril Lavigne | Best Canadian Artist                                      |
| 2007 | Vencidos  | Avril Lavigne | World's Best Selling Canadian Artist                      |
| 2007 | Vencidos  | Avril Lavigne | World's Best-Selling Pop/Rock Female Artist               |

## ASCAP Awards
A ASCAP conhecido também como American Society of Composers, Authors and Publishers é uma organização de "direitos de performance" que defende os direitos autorais das obras de seus membros musicais através do monitoramento de performances públicas de suas músicas, seja via broadcast ou performance ao vivo, e compensando-os de acordo. Avril Lavigne já venceu em duas delas.
| Ano  | Resultado | Nomeação       | Categoria                                 |
| ---- | --------- | -------------- | ----------------------------------------- |
| 2004 | Vencidos  | "I'm With You" | Most Performed Song from a Motion Picture |
| 2004 | Vencidos  | "Complicated"  | Pop Music Awards                          |

## Brit Awards
O Brit Awards é uma das principais premiações do Reino Unido desde 1980, Avril já levou três indicações ao todo.
| Ano  | Resultado  | Nomeação      | Categoria                              |
| ---- | ---------- | ------------- | -------------------------------------- |
| 2003 | Indicações | Avril Lavigne | Best International Female Solo Artist  |
| 2003 | Indicações | Avril Lavigne | Best International Breakthrough Artist |
| 2005 | Indicações | Avril Lavigne | Best Pop Act                           |

## Meus Prêmios Nick
Meus Prêmios Nick é uma versão brasileira da Nickelodeon Kids' Choice Awards criado pela Nickelodeon Brasil, no qual todas os vencedores são escolhidos por mais de 15 mil crianças e seus familiares. Avril Lavigne ganhou um prêmio de sua única indicação em 2005.
| Ano  | Resultado | Nomeação      | Categoria                      |
| ---- | --------- | ------------- | ------------------------------ |
| 2005 | Vencidos  | Avril Lavigne | Artista Internacional Favorita |

## Billboard Music Awards
O Billboard Music Awards é uma premiação anual da música nos EUA feita pela revista Billboard. Avril Lavigne já recebeu uma indicação em 2002.
| Ano  | Resultado | Nomeação | Categoria         |
| ---- | --------- | -------- | ----------------- |
| 2002 | Indicados | "Let Go" | Álbum of the Year |

## Billboard Japan Music Awards
O Billboard Japan Music Awards é uma premiação anual da música no Japão feita pelo site Billboard Japan. Avril Lavigne já ganhou dois prêmios em 2012.
| Ano  | Resultado | Nomeação        | Categoria                   |
| ---- | --------- | --------------- | --------------------------- |
| 2011 | Vencidos  | "What The Hell" | Hot 100 Airplay of the year |
| 2011 | Vencidos  | Avril Lavigne   | Pop Artist of the Year      |

## Danish Music Awards
O Danish Music Awards é uma premiação anual da música na Dinamarca feita pela IFPI Dinamarca desde 1989. Avril Lavigne já recebeu um prêmio em 2003.
| Ano  | Resultado | Nomeação      | Categoria         |
| ---- | --------- | ------------- | ----------------- |
| 2003 | Vencidos  | Avril Lavigne | Artista revelação |

## Capricho Awards
Capricho Awards é uma premiação anual da música e de arte feita pela revista teen brasileira Capricho. No qual Avril Lavigne já recebeu 6 indicações e venceu 4.
| Ano       | Resultado                     | Nomeação                 | Categoria                            |
| --------- | ----------------------------- | ------------------------ | ------------------------------------ |
| 2007      | Indicados                     | Avril Lavigne            | Melhor cantora internacional         |
| 2008      |                               | Avril Lavigne            | Melhor cantora internacional         |
| Vencidos  | A Mais Estilosa Internacional | Avril Lavigne            |                                      |
| Indicados | Girlfriend                    | Melhor Vídeo do You Tube |                                      |
| 2011      | Vencidos                      | Avril Lavigne            | Cantora Internacional                |
| 2011      | Vencidos                      | Avril Lavigne            | Mais Estilosa Nacional/Internacional |
| 2011      | Vencidos                      | The Black Star Tour      | Melhor Show                          |

## Chart Attack
| Ano  | Resultado | Nomeação      | Categoria                            |
| ---- | --------- | ------------- | ------------------------------------ |
| 2007 | Vencidos  | "Girlfriend"  | Readers' Poll 2007                   |
| 2009 | Indicados | Avril Lavigne | Sexiest Canadian Woman               |
| 2009 | Indicados | Avril Lavigne | Best Haircut                         |
| 2009 | Indicados | Avril Lavigne | Sweet Happenings In Music This Year  |
| 2009 | Indicados | Avril Lavigne | Stinky Happenings In Music This Year |

## Imperio Music Awards
| Ano  | Resultado | Nomeação           | Categoria               |
| ---- | --------- | ------------------ | ----------------------- |
| 2008 | Vencidos  | "Girlfriend"       | Menhor Video Pop        |
| 2008 | Vencidos  | "Girlfriend"       | Canção do Ano           |
| 2008 | Vencidos  | "When You're Gone" | Vídeo do Ano            |
| 2008 | Vencidos  | Avril Lavigne      | Artista do Ano          |
| 2004 | Vencidos  | Avril Lavigne      | Menhor Artista Feminina |
| 2004 | Vencidos  | Avril Lavigne      | Artista do Ano          |
| 2004 | Vencidos  | "My Happy Ending"  | Vídeo do Ano            |

## Japan Golden Disc Awards
Japan Golden Disc Awards é um das principais premiações musicais do Japão, sendo realizada desde 1987 pela Recording Industry Association of Japan, a empresa oficial das gravadoras do país.
| Ano  | Resultado | Nomeação              | Categoria                       |
| ---- | --------- | --------------------- | ------------------------------- |
| 2003 | Vencidos  | Avril Lavigne         | Artist Of The Year              |
| 2003 | Vencidos  | Avril Lavigne         | New Artist of the Year          |
| 2003 | Vencidos  | "Let Go"              | Rock&Pop Álbum of the Year      |
| 2005 | Vencidos  | "Under My Skin"       | Rock & Pop Álbum of the Year    |
| 2006 | Vencidos  | "Live at Budokan"     | Music Video Of The Year         |
| 2008 | Vencidos  | Avril Lavigne         | Artist Of The Year              |
| 2008 | Vencidos  | Avril Lavigne         | Chaku-Uta Song of the Year      |
| 2008 | Vencidos  | Avril Lavigne         | Chaku-Uta Full Song of the Year |
| 2008 | Vencidos  | "The Best Damn Thing" | Álbum of the Year               |
| 2008 | Vencidos  | "The Best Damn Thing" | Best 3 Albums International     |
| 2012 | Vencidos  | Goodbye Lullaby       | Best 3 Albums International     |

## Canadian Radio Music Awards
O Canadian Radio Music Awards ou C.A.A.M.A é uma das principais premiações do Canadá criado em 1991, que premia artistas nacionais ou internacionais mais bem-sucedidos no país eleita pela indústria fonográfica canadense.
| Ano  | Resultado | Nomeação      | Categoria                     |
| ---- | --------- | ------------- | ----------------------------- |
| 2003 | Vencidos  | "Losing Grip" | Best New Solo Artist (Rock)   |
| 2003 | Vencidos  | "Complicated" | Best New Group or Solo Artist |
| 2003 | Vencidos  | "Complicated" | Best New Solo Artist          |
| 2003 | Vencidos  | Avril Lavigne | Fans’ Choice Award            |
| 2003 | Vencidos  | Avril Lavigne | Socan Songwriter Award        |
| 2004 | Vencidos  | Avril Lavigne | Fans’ Choice Award            |
| 2005 | Vencidos  | Avril Lavigne | Fans’ Choice Award            |
| 2008 | Indicados | Avril Lavigne | Fans’ Choice Award            |

## TRL Awards
O TRL Awards é uma das principais premiações da Itália feita pela MTV. Avril já ganhou duas de quatro indicações.
| Ano  | Resultado  | Nomeação      | Categoria                   |
| ---- | ---------- | ------------- | --------------------------- |
| 2006 | Vencidos   | Avril Lavigne | First Lady                  |
| 2008 | Vencidos   | Avril Lavigne | First Lady                  |
| 2008 | Indicações | Avril Lavigne | Best Number One of the Year |
| 2010 | Indicações | Avril Lavigne | Best International Act      |
| 2011 | Vencidos   | Avril Lavigne | Best Look                   |
| 2011 | Indicações | Avril Lavigne | Wonder Woman Award          |

## BMI Awards
A Broadcast Music Incorporated (BMI) é uma organizações dos Estados Unidos que representa a ASCAP e SESAC. Essa instituição é a que coleta as licenças de composições musicais de mais de 400 mil artistas, e a que distribui os royalties. Avril já venceu em 5 premiações, sendo que 2 delas, pelo hit "Complicated".
| Ano  | Resultado | Nomeação           | Categoria                |
| ---- | --------- | ------------------ | ------------------------ |
| 2003 | Vencidos  | "Complicated"      | Pop Awards Winning Songs |
| 2004 | Vencidos  | "Complicated"      | Pop Awards Winning Songs |
| 2004 | Vencidos  | "I'm With You"     | Pop Awards Winning Songs |
| 2006 | Vencidos  | "My Happy Ending"  | Pop Awards Winning Songs |
| 2009 | Vencidos  | "When You're Gone" | Pop Awards Winning Songs |

## Planeta Awards
Planeta Awards é uma premiação feita pelo site planetradiocity.com. Avril já venceu em 4 categorias.
| Ano  | Resultado  | Nomeação           | Categoria                    |
| ---- | ---------- | ------------------ | ---------------------------- |
| 2007 | Vencidos   | Avril Lavigne      | Best Solo of The Year        |
| 2007 | Vencidos   | "When You're Gone" | Best Balad                   |
| 2007 | Indicações | "Girlfriend"       | Hip Hop/Pop Song of the Year |
| 2007 | Indicações | "When You're Gone" | Best Pop Vocal Performance   |

## Paja Awards
| Ano  | Resultado  | Nomeação              | Categoria              |
| ---- | ---------- | --------------------- | ---------------------- |
| 2007 | Vencidos   | "When You're Gone"    | Single of the year     |
| 2007 | Vencidos   | Avril Lavigne         | Favorite Female Singer |
| 2007 | Indicações | "The Best Damn Thing" | Álbum of the year      |

## Common Sense Media Award
Common Sense Media' é uma organização independente que premia os melhores artistas. Avril venceu em uma.
| Ano  | Resultado | Nomeação      | Categoria     |
| ---- | --------- | ------------- | ------------- |
| 2004 | Vencidos  | Avril Lavigne | Best Musician |

## ECHO Awards
ECHO Awards um das premiações feita pela MTV da europa, que é realizado anualmente. Avril tem duas indicações, sendo uma a vencedora.
| Ano  | Resultado  | Nomeação      | Categoria                     |
| ---- | ---------- | ------------- | ----------------------------- |
| 2003 | Vencidos   | Avril Lavigne | Best International New Artist |
| 2008 | Indicações | Avril Lavigne | Best Pop/Rock Artist          |

## People's Choice Awards
People's Choice Awards é uma premiação feita pelo site peopleschoice.com, o qual são premiados as melhores celebridades, programas de TV, cinema, entre outros. Avril só tem um indicação, que foi em 2005.
| Ano  | Nomeação      | Categoria                        | Resultado |
| ---- | ------------- | -------------------------------- | --------- |
| 2005 | Avril Lavigne | Favorie Female Musical Performer | Indicação |

## American Music Award
O American Music Award ou AMA é uma das principais premiações dos EUA o qual é organizada pela ASCAP. Avril recebeu duas indicações.
| Ano  | Resultado | Nomeação      | Categoria                                          |
| ---- | --------- | ------------- | -------------------------------------------------- |
| 2007 | Indicados | Avril Lavigne | Favorite Female Artist — Pop/Rock                  |
| 2003 | Indicados | Avril Lavigne | Favorite Female Artist — Pop or Rock 'n Roll Music |

## Teen Choice Award
O Teen Choice Award é uma premiação de cinema, música e TV, que são escolhidos por adolescentes. Avril tem 3 indicações e 2 prêmios vencidos.
| Ano  | Resultado  | Nomeação      | Categoria            |
| ---- | ---------- | ------------- | -------------------- |
| 2003 | Vencidos   | "Sk8r Boi"    | Choice Music Single  |
| 2003 | Indicações | Let Go        | Choice Music Album   |
| 2007 | Vencidos   | "Girlfriend"  | Choice Music Single  |
| 2007 | Indicações | Avril Lavigne | Choice Summer Artist |

## America's Annual FiFi
O America's Annual FiFi é uma premiação anual de perfumes criada em 1973 pela pela The Fragrance Foundation em Nova Iorque, EUA. Todas as escolhas são feitas por mais de 1 mil membros da área. E é considerado a principal premiação de perfumes no mundo. Avril já recebeu uma indicação em 2010, além de sua primeira nomeação em uma premiação não musical.
| Ano  | Resultado  | Nomeação      | Categoria              |
| ---- | ---------- | ------------- | ---------------------- |
| 2010 | Indicações | Avril Lavigne | Women's Popular Appeal |

## Cosmetic Executive Women
Cosmetic Executive Women é uma organização social criado em 1954, que promove a contribuição industrial de cosméticos femininos. Avril Lavigne venceu em sua única indicação de 2010.
| Ano  | Resultado | Nomeação      | Categoria          |
| ---- | --------- | ------------- | ------------------ |
| 2010 | Vencidos  | Avril Lavigne | Women's Scent Mass |

## Satellite Award
Satellite Awards é um premio de música entregue anualmente pela International Press Academy, e que homenageiam a indústria cinematográfica. Eram conhecidos originalmente como Golden Satellite Awards.
| Ano  | Resultado  | Nomeação | Categoria                |
| ---- | ---------- | -------- | ------------------------ |
| 2010 | Indicações | "Alice"  | "Melhor Canção Original" |

## Outros Prêmios
| Ano                       | Premiação                 | Resultado     | Nomeação                                      | Categoria                          |
| ------------------------- | ------------------------- | ------------- | --------------------------------------------- | ---------------------------------- |
| 2002                      | Brasil Music Awards       | Vencidos      | Avril Lavigne                                 | Cantora revelação                  |
| 2003                      | Brasil Music Awards       | Vencidos      |                                               |                                    |
| "Let Go"                  | Brasil Music Awards       | Vencidos      | Álbum do ano                                  |                                    |
| Portal Mix                | "The Best Damn Thing"     | Vencidos      | Top Ten International Albums                  |                                    |
| CMW Music Industry Awards | Avril Lavigne             | Vencidos      | Canadian Talent Development Story of the Year |                                    |
| Ivor Novello Awards 2003  | Vencidos                  | "Complicated" | International Hit Of The Year                 |                                    |
| 2008                      | MYX Music Awards          | Indicações    | "Girlfriend"                                  | Favorite International Music Video |
| 2008                      | AG Hair Cosmetics Awards  | Vencidos      | Avril Lavigne                                 | Favorite Canadian Musician Hair    |
| 2003                      | Meteor Awards             | Vencidos      | Avril Lavigne                                 | Best International Female          |
| 2005                      | NRJ Music Awards          | Vencidos      | Avril Lavigne                                 | Best International Female Artist   |
| 2008                      | NRJ Music Awards          | Vencidos      | Avril Lavigne                                 | Best International Female Artist   |
| 2007                      | Virgin Media Music Awards | Vencidos      | Avril Lavigne                                 | Best International Act             |
| 2007                      | Virgin Media Music Awards | Indicações    | "Girlfriend"                                  | Best Track                         |
| 2007                      | Virgin Media Music Awards | Indicações    | Avril Lavigne                                 | Best International Female Artist   |
| 2007                      | Galgalatz Awards          | Vencidos      | Avril Lavigne                                 | Cantora do Ano                     |
| 2008                      | Spike Guys Choice Awards  | Indicações    | Avril Lavigne                                 | Sexiest Siren                      |
| 2003                      | TMF Awards                | Vencidos      | Avril Lavigne                                 | Best Rock: International           |
| 2007                      | TMF Awards                | Indicações    | Avril Lavigne                                 | Best International Female Artist   |
| 2007                      | Poptastic Awards          | Indicações    | Avril Lavigne                                 | Best Female Artist                 |
| 2007                      | Poptastic Awards          | Indicações    | "Girlfriend"                                  | Best Video                         |
| 2003                      | Gold Disc Award Hong Kong | Vencidos      | "Let Go"                                      | Best 10 Albums                     |
| 2004                      | Gold Disc Award Hong Kong | Vencidos      | "Under My Skin"                               | Best 10 Albums                     |
| 2007                      | Gold Disc Award Hong Kong | Vencidos      | "The Best Damn Thing"                         | Best 10 Albums                     |